# Юэль, Ханс Оскар
Ханс Оскар Юэль — шведский ботаник и миколог.

## Биография
До 1881 года он учился в Стокгольмском университете, а в 1890 году защитил докторскую диссертацию по реотропизму корней в Упсальском университете. С 1892 года он преподавал в Упсале в качестве адъюнкт-профессора, затем экстраординарным профессором в 1902 году и, наконец, постоянным профессором ботаники в 1907 году. Шведская королевская академия наук избрала его членом в 1911 году.
Вместе с Эдуардом Страсбургером Юэль является одним из пионеров, исследовавших партеногенез в ботанике, развитие растения из неоплодотворенного яйца. Благодаря такому типу размножения эксперименты Грегора Менделя с ястребинкой нашли объяснение: у некоторых ястребинок может «развиваться плод, способный прорастать как партеногенетически, так и после оплодотворения».

## Память
В честь учёного назван вид грибов Exobasidium juelianum и род растений Juelia семейства баланофоровые.

## Труды
- Untersuchungen über den Rheotropismus der Wurzeln (1890)
- Hemigaster, ein neuer Typus unter den Basidiomyceten (1895)
- Muciporus und die Familie der Tulasnellaceen (1897)
- Die Kerntheilungen in den Basidien und die Phylogenie der Basidiomycetes (1898)
- Vergleichende Untersuchungen über typische und parthenogenetische Fortpflanzung bei der gattung Antennaria (1900)
- Beiträge zur Kenntniss der Tetradenteilung (1900 och 1905)
- Studien über die Entwicklungsgeschichte von Saxifraga granulata (1907)